# Netball
Netball je téměř výhradně ženský sport, který se vyvinul v USA v devadesátých letech devatenáctého století z basketbalu. Netbal se také stal populární v zemích Britského společenství a v roce 1960 byla založena mezinárodní federace asociací ženského basketbalu a netballu. Šampionát, který se koná každé čtyři roky, se poprvé uskutečnil v roce 1963. V mezinárodní soutěži se nejúspěšnější zemí stala Austrálie, následována Novým Zélandem.

## Pravidla
Družstvo má sedm hráčů, vyměňují se pouze v případě zranění. Hrají se čtyři patnáctiminutové čtvrtiny, které řídí dva rozhodčí. Míč se vhazuje do brankového kruhu. S míčem se nesmí běhat ani driblovat a hráč nesmí držet míč déle než 3 sekundy. Může se házet jednou, nebo oběma rukama, k odražení míče se nesmějí používat pěsti a nohy. Míč se také nesmí házet přes více než třetinu hřiště. Hřiště je rozděleno na třetiny a brankové kruhy a hráči, kteří mají iniciály svých pozic na dresech, se nesmějí hnout ze své pozice. Hráč se nesmí přiblížit na méně než 90 cm (3 stopy) k soupeři, který drží míč. Cílem je hodit míč do soupeřova koše.